# Les Allemands reviennent
Pour plus de détails, voir Fiche technique et Distribution.
Les Allemands reviennent (Οι Γερμανοί ξανάρχονται (I Yermani xanarkhondai)) est un film grec réalisé par Alékos Sakellários et sorti en 1948.
Le film est une adaptation de la pièce à succès du même nom, d'Alékos Sakellários qui triompha au théâtre en 1946, montée par Marika Kotopouli.
Les Allemands reviennent est considéré comme l'un des meilleurs films grecs. Il connut un grand succès public à sa sortie, mais mécontenta la censure.

## Synopsis
Durant la guerre civile grecque, à Athènes, un quartier populaire est déchiré en deux camps opposés. Cependant, en Allemagne, Hitler a repris le pouvoir et s'est lancé dans une nouvelle conquête de l'Europe. La Grèce est à nouveau occupée. Le retour des Allemands ressoude le quartier contre l'ennemi commun. Un groupe de (nouveaux) résistants finit par se réfugier dans un asile d'aliénés. Pour échapper aux nazis, ils se font passer pour fous. Mais leur subterfuge est découvert. Ils sont arrêtés et vont être fusillés. C'est alors que Théodore, un des habitants du quartier, se réveille. Ce n'était qu'un rêve né de son désespoir des oppositions.

## Fiche technique
- Titre : Les Allemands reviennent
- Titre original : Οι Γερμανοί ξανάρχονται (I Yermani xanarkhondai)
- Réalisation : Alékos Sakellários
- Scénario : Alékos Sakellários et Christos Yannakopoulos
- Société de production : Finos Film
- Directeur de la photographie : Joseph Hepp
- Montage : Filopímin Fínos
- Direction artistique : Marios Angelopoulos
- Musique : Kostas Yannidis
- Pays d'origine :  Grèce
- Genre : comédie
- Format  : noir et blanc
- Durée : 90 minutes
- Date de sortie : 1948

## Acteurs
- Vassilis Logothetidis
- Ilia Livikou
- Mimis Fotopoulos
- Georgía Vassiliádou
- Christos Tsaganeas
- Dínos Dimópoulos
- Vassílis Avlonítis